# Iberdrola
Iberdrola — испанская энергетическая компания. Производитель и поставщик электроэнергии, также поставляет природный газ. Является одним из крупнейших в мире операторов возобновляемых источников энергии, работает в Испании, Латинской Америке, Великобритании и США. В списке крупнейших публичных компаний мира Forbes Global 2000 за 2023 год Iberdrola заняла 102-е место, самое высокое среди испанских компаний.

## История
Компания образовалась в ноябре 1992 года слиянием Hidroeléctrica Española (сокращённо Hidrola, основана в 1907 году) и Iberduero (возникла в 1944 году при объединении Hidroeléctrica Ibérica и Saltos del Duero). Компания Hidroeléctrica Ibérica была основана в 1901 году в Бильбао для строительства гидроэлектростанции на реке Эбро. Компания Saltos del Duero также была основана в начале XX века для строительства гидроэлектростанций, в 1935 году она открыла первую в Испании крупную ГЭС Рикобайо на реке Эсла. В период с 1957 по 1969 год в Испании было построено несколько крупных ГЭС и ТЭС, а в 1971 году начала работу первая в стране атомная электростанция Санта-Мария-де-Гаронья. В 1981 году были открыты ещё две АЭС, Кофрентес и Альмарас. В 1984 году правительство Испании решило приостановить строительство новых АЭС, что оставило частные энергетические компании с большим долгом.
В 1992 году Hidrola и Iberduero приняли решение о слиянии, чтобы успешней противостоять государственной энергетической компании Endesa. Объединённая компания Iberdrola в том же 1992 году начала расширять деятельность в Латинскую Америку, где было куплено несколько электростанций и электрораспределительных компаний. В 1995 году приобретённые активы в Аргентине, Боливии и Чили были объединены в группу Iberdrola Energía (сокращённо Iberener). В июле 1997 года за 1,6 млрд долларов был куплен контрольный пакет акций бразильской энергетической компании Companhia de Electricidade da Bahia (Coelba). В 2000 году за 1 млрд долларов была куплена ещё одна бразильская компания, CELPE. В 2001 году компанию возглавил Игнасио Галан, под его руководством Iberdrola начала строительство ветряных и газовых электростанций в Испании и других странах.
В августе 2007 года была куплена британская энергетическая компания Scottish Power, стоимость сделки составила 11,6 млрд фунтов стерлингов ($23,2 млрд). В сентябре 2008 года была куплена американская компания Energy East, эта сделка оценивалась в 6,09 млрд евро ($8,82 млрд). В 2011 году Iberdrola приобрела бразильскую компанию Electro. В 2015 году присутствие в США было расширено покупкой компании United Illuminating за 2,6 млрд евро. В 2020 году была куплена австралийская компания Infigen Energy, осуществляющая строительство и обслуживание ветряных и газовых тепловых электростанций.

## Деятельность
Деятельность компании включает производство и продажу электроэнергии, за 2022 год было произведено 163 млрд кВт⋅ч, из них 57 млрд кВт⋅ч в Испании, 56 млрд кВт⋅ч в Мексике, 23 млрд кВт⋅ч в США, 15 млрд кВт⋅ч в Бразилии и 8 млрд кВт⋅ч в Великобритании. Также компания управляет линиями электропередач (20 тыс. км) и электрораспределительными сетями (1,2 млн км).
Выручка за 2023 год составила 49,3 млрд евро, её распределение по регионам: Испания — 37 %, Великобритания — 22 %, Бразилия — 18 %, США — 15 %, Мексика — 6 %.
Установленная мощность электростанций компании составляет 60,8 ГВт, в частности она является крупнейшим в мире оператором ветряных электростанций (20,2 ГВт наземных и 1,3 ГВт морских ветрогенераторов), другими типами электростанций являются гидроэлектростанции (13,8 ГВт), тепловые (16,3 ГВт), солнечные (4,5 ГВт) и атомные (3,2 ГВт). Компания обслуживает 36,4 млн клиентов, из них 16 млн в Бразилии и 10 млн в Испании. Кроме этого, компания снабжает бытовым газом 4,3 млн клиентов в Великобритании, Испании и США.